# Przecław z Pogorzeli
Przecław z Pogorzeli, Preczlaw von Pogarell (ur. 5 maja 1299 w Pogorzeli lub Michałowie lub 5 maja 1310, zm. w nocy z 5 na 6 kwietnia 1376 r. w Otmuchowie) – śląski duchowny katolicki, biskup wrocławski w latach 1342–1376.

## Życiorys
Przecław z Pogorzeli pochodził z rodu panów z Pogorzeli. Był synem Bogusza z Michałowa i Pogorzeli, wiązany również z Owiesnem koło Dzierżoniowa. Miał starsze rodzeństwo: Henryka, Boguszkę i Mirzana oraz młodszego brata Guntera. Po raz pierwszy został wymieniony 14 kwietnia 1329 jako kanonik wrocławski. Po 29 lipca 1336 wyjechał na studia do Bolonii. 5 maja 1341 kapituła wybrała go na biskupa jako kandydata popieranego przez Luksemburgów, a wbrew naciskom polskim. Z powodu sprzeciwu arcybiskupa gnieźnieńskiego Janisława musiał osobiście pojechać do Awinionu po zatwierdzenie papieskie. Bulla konfirmacyjna została wydana w Awinionie 28 stycznia 1342, 17 marca 1342 także w Awinionie Przecław został wyświęcony na biskupa.
Przecław z Pogorzeli jako biskup wrocławski wspierał politykę Luksemburgów. Otworzył zamki biskupie wojskom czeskim, a króla Jana Luksemburskiego zwolnił od kar kościelnych. Za jego pontyfikatu Karol IV zatwierdził wszystkie przywileje nadane kościołowi wrocławskiemu od czasów Henryka Brodatego oraz przyrzekł bronić praw, swobód i mienia osób duchownych. Zwrócił też zamek milicki, który biskup przekazał później kapitule katedralnej. W okresie jego panowania doszło w kościele św. Wojciecha do pojednania biskupa z wrocławską radą miejską. Przeciwstawił się jednak dyplomacji luksemburskiej, która usiłowała włączyć biskupstwo wrocławskie do nowo utworzonej metropolii w Pradze.
Od księcia Bolesława III kupił w 1344 Grodków. W latach następnych nabył kilka zamków, między innymi w Paczkowie, powiększając obszar księstwa biskupiego. W 1358 został zmuszony do zakupu zamku w Žulovej. W celu zebrania niezbędnych do tego celu środków sprzedał kasztelanię milicką księciu oleśnickiemu Konradowi I. Nie szczędził wydatków na wyposażenie i przyozdobienie wrocławskiej katedry. Dziełem biskupa Przecława było ukończenie budowy gotyckiej katedry oraz wzniesienie od strony wschodniej Kaplicy Mariackiej. W diecezji biskup wprowadził święto św. Jadwigi. W Nysie ufundował dwa przytułki: św. Józefa dla mężczyzn i św. Barbary dla kobiet. Za jego rządów na terenie diecezji wrocławskiej osiedlili się karmelici, kartuzi i paulini, którzy przyczyniali się swoją pracą do podniesienia poziomu życia religijnego wśród wiernych. W Brzegu książę Ludwik I ufundował w 1368 r. kolegiatę św. Jadwigi przy kaplicy zamkowej, a jego brat, Wacław I założył w 1354 w Legnicy  kolegiatę Bożego Grobu. Wspólnie zaś założyli w Legnicy klasztor dla benedyktynek w 1348. W listopadzie 1351 we Wrocławiu spotkali się cesarz Karol IV Luksemburski i Kazimierz Wielki. Na pamiątkę tego spotkania został wzniesiony kościół św. Stanisława, Wacława i Doroty, przy którym Karol IV dał początek klasztorowi augustianów-eremitów.
Czas rządów Przecława z Pogorzeli to w historiografii kościelnej „złoty wiek” biskupstwa wrocławskiego.
Biskup został pochowany w Kaplicy Mariackiej, przy katedrze wrocławskiej, gdzie znajduje się jego marmurowy sarkofag.